# Водяник, Тимофей Иванович
Тимофей Иванович Водяник (укр. Тимофій Іванович Водяник; 20 февраля 1915 год, село Лихолеты — 27 марта 1998 года) — передовик сельскохозяйственного производства, бригадир колхоза «Советская Украина» Чернобаевского района Черкасской области. Герой Социалистического Труда (1966).

## Биография
Родился 20 февраля 1915 года в селе Лихолеты в многодетной крестьянской семье. После окончания шестилетней школы работал на различных производствах в Харькове. В 1932 году возвратился в родное село. В 1934 году окончил курсы трактористов при Чернобаевской МТС. Работал трактористом, позднее был назначен бригадиром трактористов.
Участвовал в Великой Отечественной войне в составе Северо-Западного, Воронежского и 1-го Украинского фронтов. В 1945 году демобилизовался. Продолжил работу в Чернобаевской МТС бригадиром. С 1958 года — бригадир трактористов в колхозе «Советская Украина». В 1966 году бригада собрала в среднем по 250 центнеров кукурузы с каждого гектара. В июне этого же года удостоен звания Героя Социалистического Труда «за успехи, достигнутые в увеличении производства и заготовок пшеницы, ржи, гречихи, проса, риса, кукурузы и других зерновых и кормовых культур».

## Награды
- Герой Социалистического Труда — указ Президиума Верховного Совета от 23 июня 1966 года
- Орден Ленина
- Орден Красной Звезды (1945)
- Медаль «За боевые заслуги» — дважды (1944, 1945)
- Орден Отечественной войны II степени (1985)